# Georg Hólm
Georg "Goggi" Hólm (ur. 6 kwietnia 1976) – islandzki muzyk, kompozytor i basista. 

## Życiorys
Wraz z Jónem Þór Birigissonem założył w 1994 roku islandzki zespół post-rockowy o nazwie Sigur Rós. Hólm najczęściej udziela się w wywiadach dla zagranicznej prasy, gdyż najlepiej z całego zespołu mówi po angielsku; kiedyś mieszkał w Brighton, w Anglii. Oprócz gitary basowej, na koncertach gra również na dzwonkach, perkusji, keyboardzie i gitarze elektrycznej i akustycznej.
Ma dwóch braci. Jeden z nich, Kjartan Dagur Hólm, jest gitarzystą w zespole For a Minor Reflection. Swoją żonę, Svanhvít, poślubił latem 2005 r. Ślubu udzielił im ich przyjaciel, Hilmar Örn Hilmarsson, głowa kościoła Ásatrúarfélagið.